# Linkens Mühle
Die Linkens Mühle war eine Wassermühle am Broicher Bach in der Stadt Alsdorf in der nordrhein-westfälischen Städteregion Aachen im Regierungsbezirk Köln.

## Geographie
Die Linkens Mühle hatte ihren Standort an der Würselener Straße 65 in der Stadt Alsdorf in der Städteregion Aachen. Sie liegt auf einer Höhe von ca. 136 m über NN. Der Mühle vorgelagert war ein Weiher, der heute verfüllt ist. Oberhalb der Linkens Mühle stand die Kellersberger Mühle, unterhalb stand in unmittelbarer Nähe die Alsdorfer Ölmühle. 

## Gewässer
Die Quellen vom Broicher Bach mit einer Höhe von 174 m über NN liegen heute in einem Regenrückhaltebecken zwischen den Straßen In der Dell und Holzweg im Stadtteil Linden-Neusen der Stadt Würselen. Der Bach mit einer Länge von 8,2 km fließt nach nördlichem Beginn in westlicher Richtung durch das Gebiet der Stadt Alsdorf und dann zur Stadt Herzogenrath. Im Straßenbereich An der Wurm/Apolloniastraße mündet der er in einer Höhe von 106 m über NN in die Wurm.

## Geschichte
Ursprünglich war die Linkens Mühle im 14. Jh. im Besitz der Ritter von Alsdorf. Im Jahre 1420 wird sie als Zwangsmühle für diesen Herrschaftsbereich erwähnt. Sie lag am Broicher Bach zwischen dem Jülichschen und brabantischen Grenzgebiet. Der Mühle vorgelagert war ein großer Weiher. Die Mühle mit ihrem oberschlächtigen Wasserrad arbeitete bis etwa 1970 als Kornmühle. Die Linkens Mühle, nach ihrem Besitzer und letzten Müller so benannt, wurde auch wegen ihres dunkelroten Anstrichs die „Rote Mühle“ genannt. Spuren einer Mühle sind heute auf dem weitläufigen Gelände nicht mehr auffindbar.

## Galerie

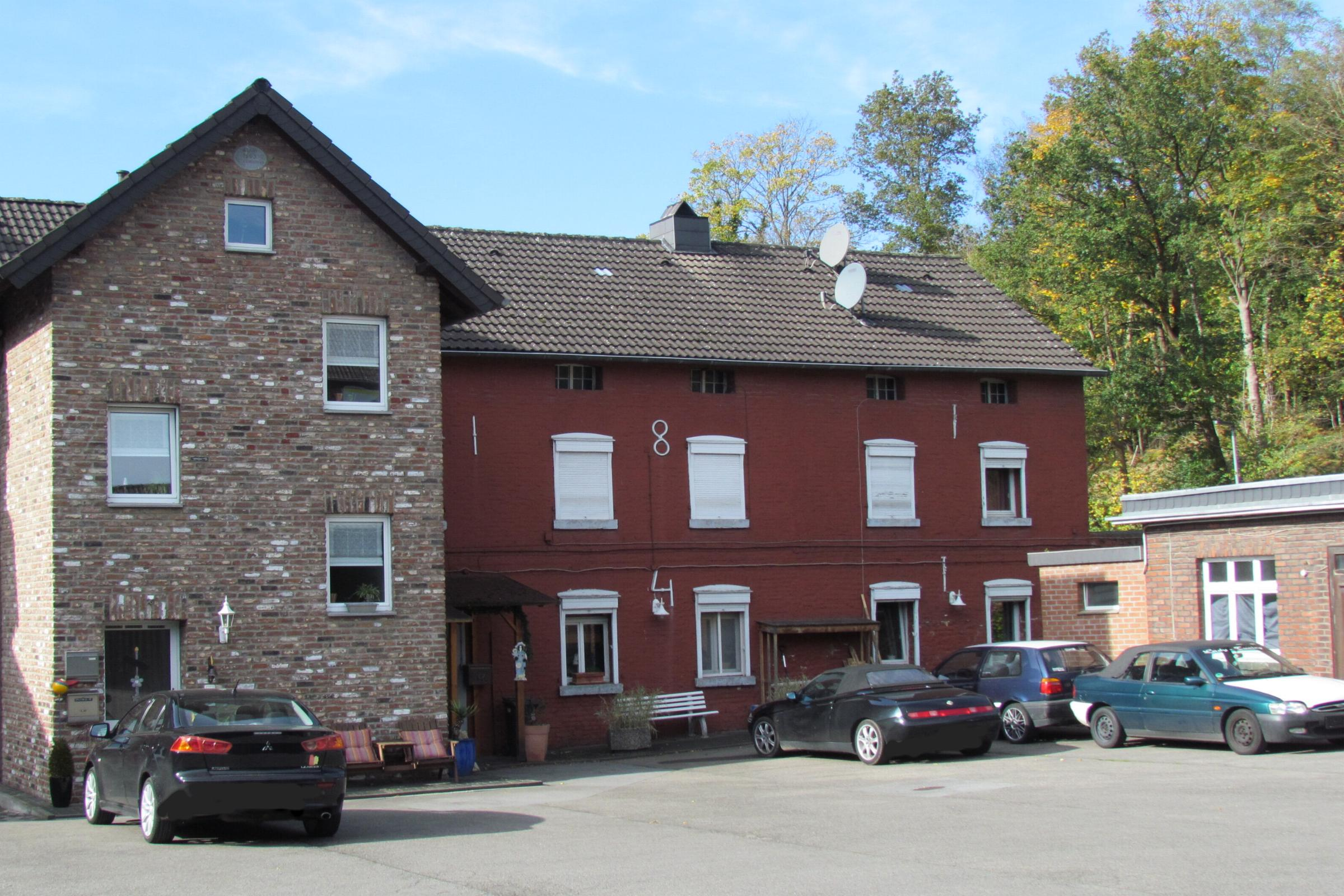
Wohnhaus der Linkens Mühle
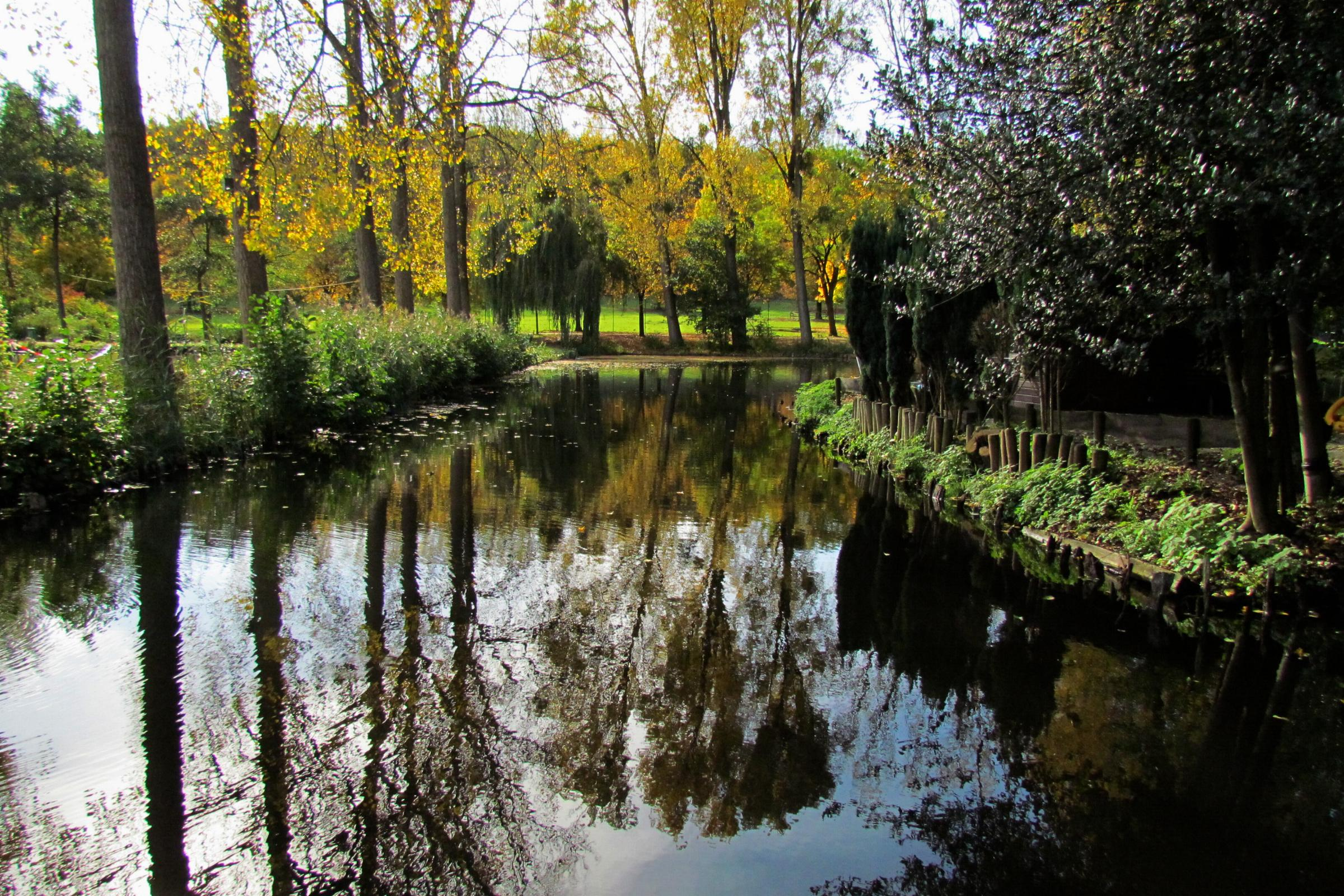
Fischteiche an der Linkens Mühle
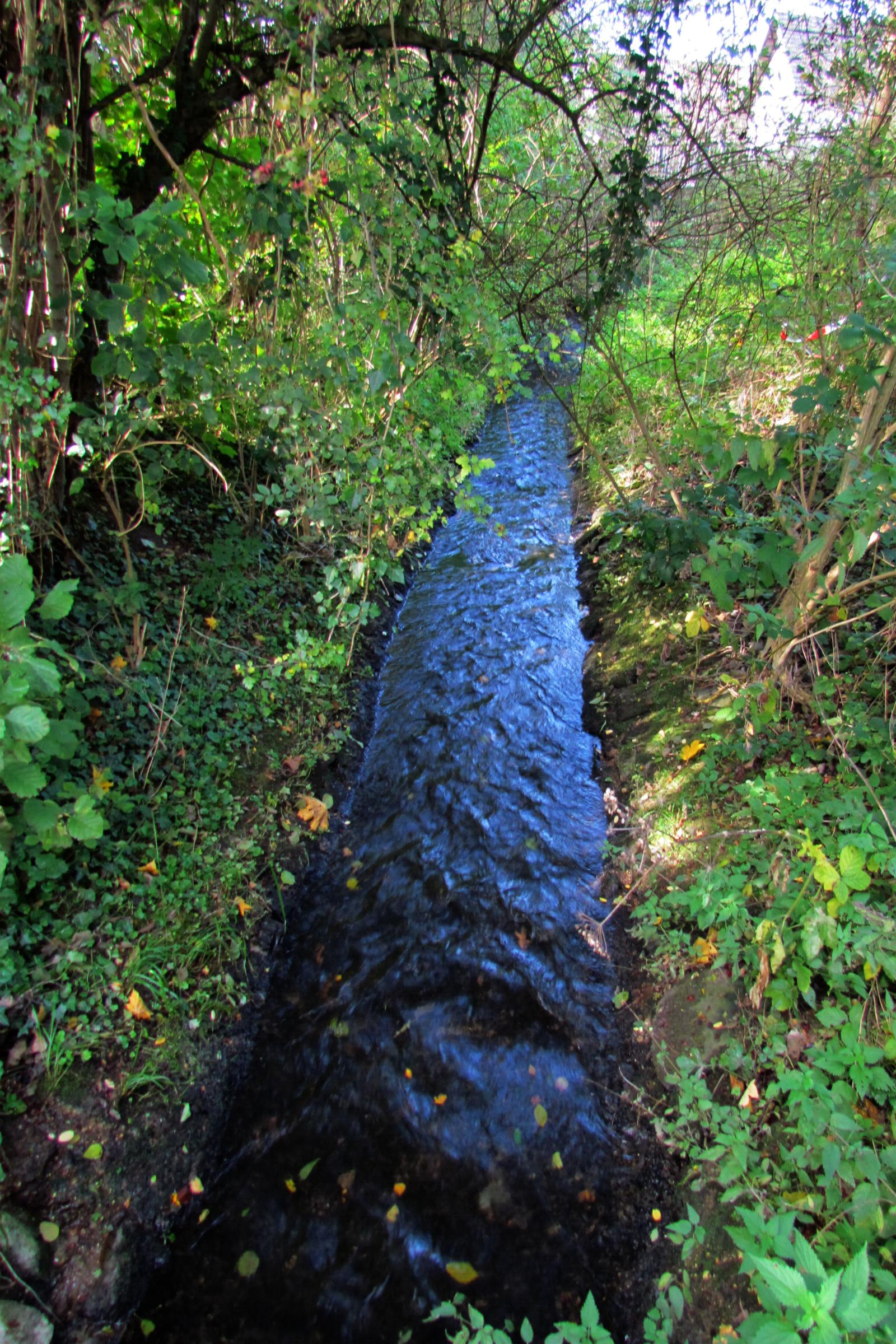
Der Bachverlauf des Broicher Bachs
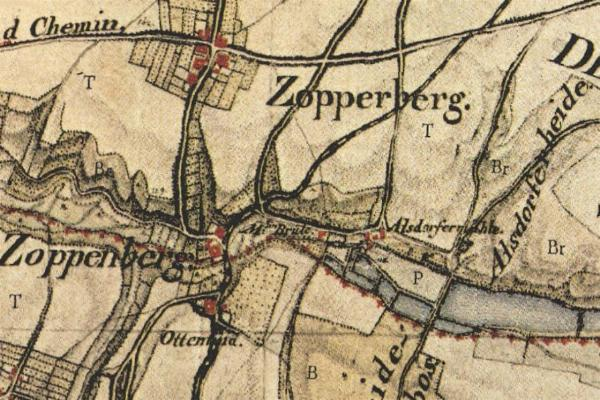
Alsdorfer Mühlen auf der Tranchotkarte 1805
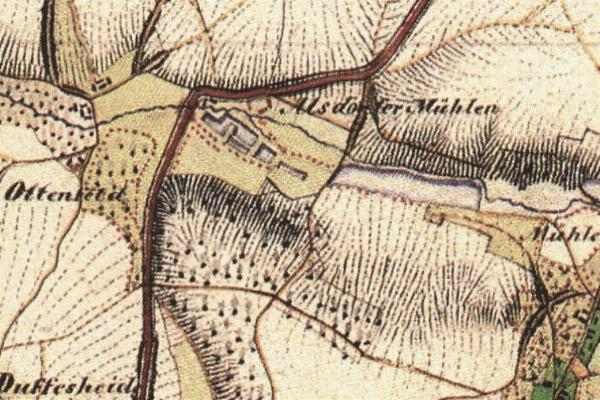
Alsdorfer Mühlen auf der Uraufnahme 1846
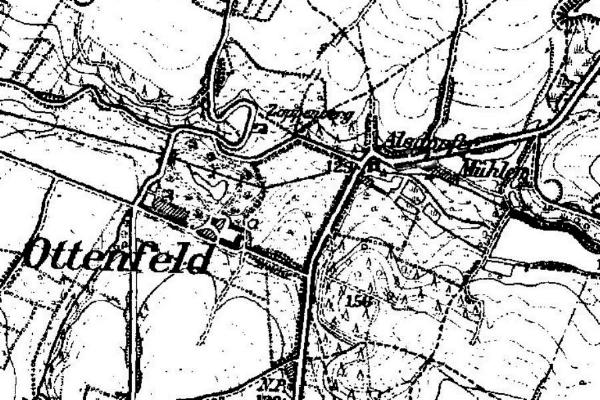
Alsdorfer MühlenKarte der Neuaufnahme von 1892

→ Siehe auch Liste von Mühlen an der Wurm und ihren Zuflüssen